# Comuna Vodeane, Zaporijjea
Vodeane (în ucraineană Водяне) este o comună în raionul Zaporijjea, regiunea Zaporijjea, Ucraina, formată din satele Șîroke și Vodeane (reședința).

## Demografie
Componența lingvistică a comunei Vodeane
     Ucraineană (83,25%)
     Rusă (15,28%)
     Alte limbi (1,22%)
Conform recensământului din 2001, majoritatea populației comunei Vodeane era vorbitoare de ucraineană (83,25%), existând în minoritate și vorbitori de rusă (15,28%).